# Министерство по вопросам администрации и юстиции (Макао)
Министерство по вопросам администрации и юстиции Макао или Секретариат по вопросам администрации и юстиции Макао — орган исполнительной власти, является министерством правительства Макао. Секретариат несёт ответственность за гражданскую службу, правовые вопросы и муниципальные дела в регионе. Секретариат возглавляет министр по вопросам администрации и юстиции.

## Состав
- Министр по вопросам юстиции (Макао)
- Министр по вопросам государственного управления, образования и молодежи

## Отделы
- Бюро государственного управления и государственной службы
- Юридическое управление
- Печатное бюро
- Администрация международного права
- Гражданский и муниципальный учебный центр